# Strømme Ridge
Strømme Ridge ist ein 25 km langer, wuchtiger und vereister Gebirgskamm an der Black-Küste des Palmerland auf der Antarktischen Halbinsel. Er trennt in nordwest-südöstlicher Ausrichtung den Muus- vom Soto-Gletscher und endet am Nordufer des Odom Inlet.
Der United States Geological Survey kartierte ihn 1974. Das Advisory Committee on Antarctic Names benannte ihn 1976 nach dem norwegischen Ozeanographen Jan A. Strømme von der Universität Bergen, Teilnehmer an den International Weddell Sea Oceanographic Expeditions in den Jahren 1968 und 1969.